# Gilwell Park

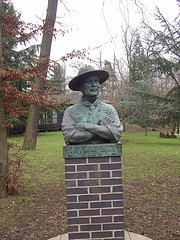
Büste von Robert Baden-Powell, vom mexikanischen Pfadfinderverband 1968 an Olave Baden-Powell für den Gilwell Park gestiftet

Der Gilwell Park ist ein Lagerplatz der britischen Pfadfinderbewegung und dient auch als Ausbildungszentrum für Pfadfinderleiter. Das 44 ha große Gelände befindet sich in Sewardstonebury, Epping Forest in der Nähe von Chingford, London.
1919 wurde der Park vom Verleger William De Bois Maclaren der Scout Association geschenkt, um nahe London einen Lagerplatz zur Verfügung zu haben und auch Kurse für Leiter anbieten zu können. Robert Baden-Powell selbst betonte die Bedeutung des Geländes, indem er bei seiner Erhebung in den Adelsstand 1929 den Titel Baron Baden-Powell of Gilwell annahm.
Bis heute ist das Gelände eines der wichtigsten Zentren der Pfadfinderbewegung und viele Pfadfinder aus der ganzen Welt haben ihre Woodbadge-Ausbildung dort abgeschlossen. Der Park bietet Zeltlagerplätze unterschiedlicher Größe, angefangen von solchen für kleine Gruppen bis hin zu etwa 1.200 Personen, Unterkünfte in Häusern, historische Gebäude, Pfadfinderdenkmäler und eine Vielzahl an für Lager geeigneten Aktivitäten. Insgesamt können Veranstaltungen mit bis zu 10.000 Personen durchgeführt werden. Auch für nicht-pfadfinderische Aktivitäten kann das Gelände gemietet werden, etwa für Hochzeiten oder Konferenzen.

## Geschichte

### Bauernhof im späten Mittelalter
Die Geschichte des Parks kann bis ins Jahr 1407 zurückverfolgt werden, als John Crow ein Landstück mit dem Namen Gyldiefords besaß, das etwa dem heutigen Gilwell Park entsprach. Zwischen 1407 und 1422 verkaufte er das Land an Richard Rolfe, nach dem das Gebiet als Gillrolfes bezeichnet wurde. Das altenglische Gill entspricht dem modernen glen, auf Deutsch etwa kleines Tal, -rolfes wurde nach dem Besitzer angehängt. Nach Rolfes Tod im Jahr 1422 wurden Teile des Gebietes Great Gilwell und Little Gilwell genannt (Well bedeutet Quelle). Seit damals steht ein Bauernhof an der Stelle der heutigen Gilwell Farm. Um diese Zeit wurden weitere 5,6 ha benachbartes Land von Richard Osborne erworben. 1442 baute er eine größere Unterkunft, die Osborne Hall, die 300 Jahre lang existierte. Einer unbelegten Legende zufolge gehörte das Gebiet am Beginn des 16. Jahrhunderts Henry VIII, der eine Jagdhütte für seinen Sohn Edward VI errichtete. Um 1736 nutzte der berüchtigte Wegelagerer Dick Turpin die Wälder von Gilwell als Versteck und Ausgangsbasis für seine Überfälle auf Reisende und Transporte nach und aus London.
1754 kaufte William Skrimshire das Gebiet. Er ließ die Osborne Hall abreißen und errichtete ein neues Gebäude mit gleichem Namen, das heute als White House bezeichnet wird. Das Bauholz im White House konnte auf diese Zeit datiert werden, ältere Hölzer sind nicht vorhanden. Leonhard Tresilian erwarb das Anwesen im Jahr 1771 und erweiterte sowohl den Grundbesitz als auch die Gebäude. Seine erste Ehefrau, Margaret Holland, starb jung nach der Geburt dreier Töchter. Im Ehevertrag mit seiner zweiten Frau, Elizabeth Fawson, vereinbarte er, dass seine älteste Tochter Margaret das Grundstück erben sollte. Diese heiratete William Bassett Chinnery, den Bruder des Malers George Chinnery, und erhielt den Gilwell Park nach dem Tod ihres Vaters 1792.

### Gutsanwesen im 18. Jahrhundert
Die Cinnerys waren reich und einflussreich. William Chinnerys Vater besaß Handelsschiffe und nannte eines davon im Jahr 1800 Gilwell. William und Margaret Cinnery wohnten anfänglich noch in London, zogen nach dem Erbe des Parks aber im Jahr 1793 dorthin um. Die darauffolgende Umbenennung der Osborne Hall in Gilwell Hall schockierte die Nachbarschaft. In den nächsten 15 Jahren erweiterte die Familie den Landbesitz deutlich und verschönerte das Gebiet durch Gärten, Wege und Statuen. Teile dieser Anlagen existieren auch heute noch.
Die Familie Chinnery war bekannt und wurde in den 1790er und 1800er Jahren von britischen Adligen häufig und gerne besucht. Auch Georg III. und der Prinzregent und spätere George IV. besuchten das Anwesen häufig. Der siebte Sohn von Georg III., Adolphus Frederick, 1. Duke of Cambridge, wurde ein enger Freund der Familie und wohnte eine Zeit lang sogar im Gilwell Park. 1812 konnte William die Veruntreuung von Geldern seines Arbeitgebers, des Britischen Schatzamtes,  nachgewiesen werden, weswegen er entlassen wurde. Auch das Anwesen ging in weiterer Folge verloren und wurde an die britischen Behörden, genauer an das Exchequer, übertragen.
1815 erwarb Gilpin Gorst in einer öffentlichen Versteigerung das Anwesen, sein Sohn verkaufte es im Jahr 1824 an Thomas Usborne. Im Jahr 1826 erwarb Usborne einige Baluster der abgerissenen alten London Bridge und stellte sie hinter dem White House, rund um den Buffalo Lawn auf. Das Anwesen wechselte noch mehrfach den Besitzer, die neuen Besitzer hielten das Anwesen jedoch nie in Stand und so verfiel es bis an den Beginn des 20. Jahrhunderts. Reverend Cranshaw erwarb das Gebiet im Jahr 1911 und war der letzte Besitzer vor der Boy Scout Association.

### Verbindungen zu den Pfadfindern
In den 1910er Jahren verfielen die Gebäude weiter. William F. de Bois Maclaren war ein Verleger und Pfadfinderleiter aus Rosneath, Dunbartonshire, Schottland. Während einer Geschäftsreise nach London erkannte Maclaren, dass die Pfadfinder im Londoner East End kein zufriedenstellendes Freigelände hatten, um ihre Aktivitäten durchführen zu können. Er nahm Kontakt zu Robert Baden-Powell auf und wies ihn auf diesen Umstand hin. Dieser brachte Maclaren mit P. B. Nevill in Kontakt, der als Pfadfinderleiter für das Londoner East End zuständig war. Am 20. November 1918, während eines Abendessens im Roland House, einer Pfadfinderunterkunft in Stepney, erklärte sich Maclaren bereit, 7.000 Pfund für den Erwerb einer angemessenen Pfadfinderunterkunft zu spenden. Zuerst wurde vereinbarungsgemäß im Hainault Forest und Epping Forest gesucht, jedoch ohne Erfolg. John Gayfer, ein junger Pfadfinderleiter, schlug daraufhin die Gilwell Hall vor, wo er Vogelbeobachtungen durchgeführt hatte. Nevill besuchte das ehemalige Anwesen und war beeindruckt, obwohl die Gebäude allesamt in sehr schlechtem Zustand waren. Das Gebiet stand für 7.000 Pfund zum Verkauf, exakt die Summe, die Maclaren zur Verfügung gestellt hatte. Das Gebiet umfasste damals eine Fläche von 21 ha.
Anfang 1919 wurde der Gilwell Park von Maclaren für die Boy Scout Association erworben. Nevill und seine Rover begannen am Gründonnerstag, dem 17. April 1919, mit den ersten Reparaturarbeiten. Aufgrund der Feuchtigkeit des Bodens konnten sie keine Zelte aufstellen und schliefen daher im Gärtnerhaus. Sie nannten dieses Gebäude The Pigsty (Schweinestall). Als erster Pfadfinderlagerplatz am Gelände steht das Gebäude heute noch, wenn es auch sehr baufällig ist. Maclaren besuchte den Park häufig und unterstützte die Instandsetzung der Gebäude. Er spendete auch weitere 3.000 Pfund. Seine ursprüngliche Absicht war es, den Pfadfindern einen Lagerplatz zur Verfügung zu stellen, Baden-Powell hingegen hatte die Vision eines Trainingszentrums für Pfadfinder. Die Eröffnung des Pfadfinderzentrums war ursprünglich für den 19. Juni 1919 geplant gewesen, wurde aber auf den 26. Juni verschoben, um am offiziellen Friedensfestival, das das Ende des Ersten Weltkrieges feierte, statt zu finden. In den 1920er Jahren wurde viel Arbeit in die Renovierung und den Neubau von Gebäuden investiert. Aufgrund der beschränkten Finanzmittel wurde während der Weltwirtschaftskrise der 1930er nur wenig erweitert. Baden-Powell lebte nie im Gilwell Park, zeltete aber oft dort, um Kurse und Seminare abzuhalten, und nahm an Treffen auf dem Gelände teil.

### Zweiter Weltkrieg

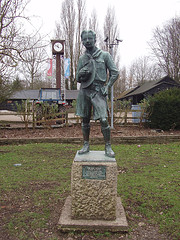
The Ideal Scout (Der perfekte Pfadfinder), wurde dem Gilwell Park 1966 von den Boy Scouts of America gespendet

Von 1940 bis 1945 wurde das Gelände militärisch genutzt, als lokales Kommando-, Trainings- und Lagerzentrum. Heute erinnert nur mehr wenig an diese Zeit, außer einem Bombenkrater, der durch eine Fliegerbombe der Luftwaffe erzeugt wurde. Er wurde später erweitert und wird nun zum Schwimmen und Kanufahren benutzt. Nach dem Krieg wurden umliegende Flächen gekauft, um den Park erweitern zu können. Diese Flächen wurden The Quick, New Field und Hilly Field genannt. Ein weiterer Zukauf und eine Spende von Südafrika in den frühen 1950er Jahren brachte den Gilwell Park auf seine heutige Größe. Damit begann der Ausbau der Zeltlagerplätze, der bis in die 1960er Jahre andauerte. In den 1970ern wurden die Gebäude und Einrichtungen weiter ausgebaut. 1967 wurde The Boy Scout Association in The Scout Association umbenannt.
Während der 1970er wurden zwei wichtige und beliebte Gebäude errichtet: das Dorothy Hughes Pack Holiday Centre für Wölflinge und das Colquhoun International Centre als Ausbildungszentrum, das ursprünglich International Hall of Friendship genannt wurde. In den 1980ern wurden das White House und weitere Gebäude umfassend renoviert. Im April 2001 wurden schließlich die meisten Arbeitsplätze der Scout Association von London in den Park verlegt.
Aufgrund der Feierlichkeiten zum 100-Jahre-Jubiläum der Gründung der Pfadfinderbewegung und dem damit verbundenen 21. World Scout Jamboree 2007 im nahegelegenen Hylands Park, Chelmsford, Essex sind derzeit umfassende Renovierungs- und Erweiterungsarbeiten im Gange. Ein Budget von 20 Millionen britischen Pfund ist dafür veranschlagt, finanziert durch Einzelspenden von bis zu 500.000 Pfund. Der Gilwell Park wird in die Feierlichkeiten eingebunden sein und auch während des Großlagers umfassend genutzt werden.
Durch Einnahmen aus Konferenzen, den Unterkünften und dem Verkauf von Pfadfinder-Material erwirtschaftet der Gilwell Park heute über eine Million Pfund pro Jahr. Der Park ist eines von vier Zentren der britischen Pfadfinderbewegung, neben dem Baden-Powell House, dem Downe Scout Activity Centre und dem Youlbury Scout Activity Centre.

### Persönlichkeiten
Francis „Skipper“ Gidney wurde im Mai 1919 der erste Leiter des Platzes und blieb es bis 1923. Er organisierte das erste Woodbadge-Training hier (8.–19. September 1919) und trug viel zum Erfolg des Parks als Ausbildungszentrum der Pfadfinderbewegung bei. Die Gidney Cabin wurde 1929 zu seinen Ehren errichtet und dient als Trainingszentrum.
Der zweite Leiter des Platzes war John Skinner Wilson von 1923 bis 1939. Er war Colonel der British Indian Police, als er im Jahr 1917 Pfadfinderleiter wurde. 1921 besuchte er den Gilwell Park, um eine Ausbildung zum Pfadfinderleiter zu absolvieren, was später zu seinem Austritt aus der Indian Police führte. 1922 wurde er hauptberuflicher Pfadfinderleiter. 1937 wurde er mit dem Bronze Wolf Award geehrt, der einzigen Auszeichnung der World Organization of the Scout Movement.
R. F. Thurman war ein britischer Pfadfinderleiter, der von 1943 bis 1969 Camp Chief war und den Bronze Wolf Award 1959 erhielt. Er war ein großer Unterstützer der Pfadfinderausbildung und schrieb mehrere Bücher zu diesem Thema. Das Thurman Memorial steht heute in der Nähe von The Pigsty. Sein Nachfolger war John Huskin.
Don Potter war ein britischer Bildhauer und Holzschnitzer und war langjähriger Mitarbeiter im Gilwell Park. Er war Master Craftsman. Er stellte unzählige Holzschnitzereien für den Gilwell Park her, etwa am Jim Green Gate, der Gidney Cabin, den Leopard Gates und mehrere Totems für das 3. World Scout Jamboree 1929.

## Aktivitäten

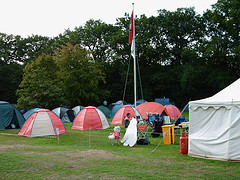
Zeltlager im Gilwell Park, Sommer 2006

Gilwell Park ermöglicht sowohl Unternehmungen im Freien als auch in Gebäuden, etwa Konferenzen, Ausbildungen, Pfadfinderaktivitäten und Spezialveranstaltungen sowohl für Pfadfinder als auch für andere Organisationen. Auch Hochzeiten und Begräbnisfeiern werden oft hier veranstaltet. Konferenzen werden entweder im White House oder im Colquhoun International Centre (CIC) abgehalten, die beide mit modernen audiovisuellen Präsentationssystemen ausgestattet sind. Das CIC etwa bietet einen großen Saal, fünf Seminarräume und sechs kleinere Trainingsräume.

### Außenaktivitäten
Die Scout Activity Centres bieten Platz zum Campen, zur Unterkunft oder zur Ausbildung von Pfadfindern und Pfadfinderleitern aus aller Welt. Neben Campingplätzen werden ein Hochseilgarten, ein Bogenschießplatz, eine Go-Kartbahn, ein Schießplatz, mehrere Kletterwände und eine Gras-Schlittenbahnen angeboten. Ebenso ist es möglich, auf dem Gelände Kanu zu fahren, zu raften, Reiten, Orientierungsläufe zu veranstalten und vieles mehr.

### Leiterausbildung

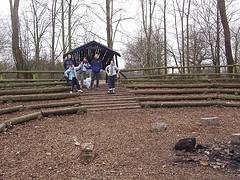
Lagerfeuerplatz im Gilwell Park

Obwohl eine Vielzahl an Ausbildungen im Gilwell Park angeboten werden, sticht doch die Woodbadge-Ausbildung hervor. Francis Gidney, der erste Platzleiter, hielt den ersten Woodbadgekurs im September 1919 im Park ab. Diese Ausbildung hat sich etabliert und der Park wurde so zum Zentrum der weltweiten Pfadfinderausbildung. Pfadfinderleiter aus aller Welt kommen hier her, um diese Ausbildung zu erhalten. Nach Absolvierung des Kurses werden sie automatisch Mitglied in der 1st Gilwell Park Scout Group (Gilwell Troop 1). Diese Pfadfinder dürfen sich daraufhin Wood Badger oder Gilwellians nennen. Der Ort der Treffen der Wood Badger ist das Gilwell Field. Jeweils am ersten Wochenende im September treffen sie sich dort zur Gilwell Reunion.

## Unterkünfte
Der Park bietet unterschiedliche Unterkünfte für Besucher, etwa Campingplätze, Herbergsräume, Hütten und Wochenendhäuschen.

### Campingplätze
Im Park können problemlos Campinggruppen von bis zu 2.500 Personen untergebracht werden. Sowohl kleine Gruppen als auch große internationale Veranstaltungen lassen sich so problemlos beherbergen. Der beliebteste Platz ist Essex Chase aufgrund seiner Nähe zum Schwimmbad. Woodlands Field ist ein größerer Platz und kann bis zu 200 Personen beherbergen, wobei noch genügend Platz für Aktivitäten bleibt. Der größte Campingplatz ist das Branchet Field, auf dem bis zu 1.200 Personen Platz finden. Mallinson Field ist ein kleiner abgeschiedener Platz im Wald. Ferryman Field kann auch größere Gruppen beherbergen und befindet sich am Nordende des Geländes.

### White House

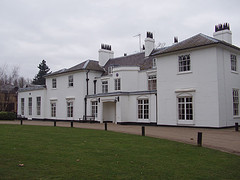
Das White House in Gilwell Park

Das White House und seine Vorgänger können auf eine 500 Jahre alte Geschichte zurückblicken. Es wurde am 27. April 2001 das Hauptquartier der Scout Association, wenn auch Teile der Organisation immer noch im Baden-Powell House in London untergebracht sind. Das White House dient auch als Restaurant und als Trainings- und Konferenzzentrum. Es wurde über die Jahre mehrmals neu errichtet und komplett renoviert sowie umfassend erweitert. Das Hauptgebäude hat kein Fundament, die Rauchfänge sind aus Coade stone (eine Art Steinzeug) errichtet. Im Inneren werden Bilder von Ernest Stafford Carlos präsentiert. Als Konferenzzentrum bietet es über vierzig Schlafräume.

### Dorothy Hughes Pack Holiday Centre
Das Dorothy Hughes Pack Holiday Centre (PHC) wurde für Kinder und Jugendliche errichtet. Es bietet 40 Personen Platz zum Übernachten und hat auch eine große Küche. Es wurde nach einer Wölflings-Leiterin aus dem Osten Londons benannt. Das Gebäude wurde im Jahr 1970 ursprünglich ohne Nägel errichtet.

### Branchet Lodge und weitere kleine Unterkünfte
Branchet Lodge oder kurz einfach The Lodge wurde am 23. Mai 2003 am Branchet Field eröffnet und hat ältere provisorische Unterkünfte ersetzt. Es ist vom Namen her leicht mit The Lodge zu verwechseln, die 1934 nahe dem White House errichtet wurde. Branchet Lodge ist ein einstöckiges Gebäude mit Zentralheizung, in dem bis zu 56 Personen übernachten können. Es besteht aus zwei Trakten mit jeweils einem Baderaum sowie einer Gemeinschaftsküche und einem Esszimmer beziehungsweise Aufenthaltsraum. Vier kleinere Räume können von den Leitern benutzt werden, zwei Räume sind behindertengerecht eingerichtet und beherbergen jeweils zwei Personen, sechs Räume sind für jeweils acht Personen ausgelegt. Es wurde Wert auf effiziente Energienutzung und behindertengerechte Einrichtung gelegt. Errichtet wurde das Gebäude aus Stein, Holz, Kupfer und mit einem Gründach.
Mehrere Blockhütten am Rand der Woodland Fields beherbergen jeweils acht Personen. Gekocht werden kann in einem separaten Gebäude oder über offenem Feuer. Die Storm Hut ist ein großes, hallenähnliches Gebäude für Aktivitäten und Spiele. Es wurde per LKW aus Wales in den Park transportiert.

### Unterkünfte für Mitarbeiter: Gilwellbury und Gilwell Farm
Der Erwerb zusätzlicher Flächen (Gilwellbury) im Jahr 1945 hat sich als sehr vorteilhaft erwiesen. Die ursprüngliche Straße konnte umgeleitet und so die Flächen um Branchet Field erst vernünftig genutzt werden. Ursprünglich wurde dieses abgelegene Gelände für ruhigere, zurückgezogene Aktivitäten und Konferenzen genutzt. Heute sind dort die Unterkünfte für Mitarbeiter des Geländes untergebracht. Der Kauf wurde vom britischen Unterrichtsministerium mitfinanziert.
Der Bauernhof (Gilwell Farm) ist das älteste noch bestehende Gebäude. Es dürfte bereits im frühen 18. Jahrhundert errichtet worden sein und besteht aus zwei miteinander verbundenen Gebäuden. Ein Backsteinbrunnen nahe der Farm ist als Gil Well bekannt.

## Sehenswürdigkeiten

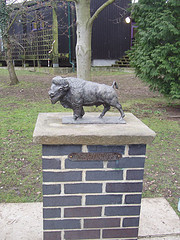
Büffelstatue, dem Gilwell Park gespendet von den Boy Scouts of America im Jahr 1926

Die größten Attraktionen des Geländes sind das Gilwell Museum und ein Souvenirgeschäft, ein voll funktionsfähiges Hospital, das von Freiwilligen betrieben wird, mehrere Gärten, Torbögen, Statuen sowie vier Gebetshäuser: je ein buddhistisches, römisch-katholisches, jüdisches, islamisches und interkonfessionelles Gebetshaus.
Eine Bronzebüste von Baden-Powell wurde vom mexikanischen Pfadfinderverband nach den Olympischen Spielen 1968 in Mexiko zur Verfügung gestellt. Der Lime Walk umrundet das Hauptgelände, obwohl heute nur mehr wenige der limes (Linden) stehen. Der Weg wurde ursprünglich von Margaret Chinnery angelegt.
Der Buffalo Lawn erhielt seinen Namen nach der Replik eines Silver Buffalo Awards der Boy Scouts of America, die dem Park im Jahr 1926 geschenkt wurde. Sie soll an den unbekannten Pfadfinder erinnern, der William D. Boyce geholfen hatte, die Pfadfinderbewegung in die USA zu bringen. Die Büffel-Statue stand ursprünglich auf einem Baumstumpf, heute auf einem Backsteinpodest. Eine Aufschrift darauf lautet:

„To an Unknown Scout Whose Faithfulness in the Performance of the Daily Good Turn Brought the Scout Movement to the United States of America.“

Das Gelände des Buffalo Lawn befindet sich direkt hinter dem White House. Dort befindet sich auch ein Wegweiser, der die Richtung und Entfernung zu allen Jamborees angibt.
Die Replik einer Statue von R. Tait McKenzie, genannt The Ideal Scout (Der perfekte Pfadfinder) oder auch The Boy Scout steht neben The Lid. Diese Statue wurde den Boy Scouts of America im Jahr 1966 gestiftet. Das Original der Statue befindet sich vor dem Hauptquartier des Cradle of Liberty Councils in Philadelphia, eine weitere Nachbildung vor dem Hauptquartier der Boy Scouts of America in Irving.
The Lid (deutsch: Deckel) ist ein Gebäude in der Größe einer Scheune. Es kann nicht gemietet werden und wird hauptsächlich für Tänze, Ausstellungen und religiöse Aktivitäten genutzt. Den Namen erhielt es, weil sein Vorgängergebäude an derselben Stelle lediglich ein Dach, jedoch keine Seitenwände hatte.

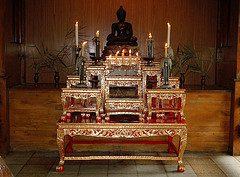
Buddha in der buddhistischen Sala

Eine buddhistische Sala wurde dem Park 1967 von den thailändischen Pfadfindern geschenkt. Der Buddha im Inneren ist ein Geschenk der thailändischen Regierung und ist über 1.000 Jahre alt. Thailändische Botschafter im Vereinigten Königreich besuchen diese Statue oft und sorgen auch für ihre Erhaltung. Viele weitere Geschenke von Pfadfinderverbänden aus der ganzen Welt (zum Beispiel aus Chile, Japan, Mexiko, und Neuseeland) befinden sich ebenfalls im Park.